# Neta (Surkhet)
Pour les articles homonymes, voir Neta.
Neta (en népalais : नेटा) est un comité de développement villageois du Népal situé dans le district de Surkhet. Au recensement de 2011, il comptait 3 567 habitants.